# Alghero rosso
L'Alghero rosso est un vin rouge italien de la région Sardaigne doté d'une appellation DOC depuis le 19 août 1995. Seuls ont droit à la DOC les vins rouges récoltés à l'intérieur de l'aire de production définie par le décret. 

## Aire de production
Les vignobles autorisés se situent en province de Sassari dans les communes de Alghero, Olmedo, Ossi, Tissi, Usini, Uri, Ittiri ainsi qu'en partie sans la commune de Sassari.

## Caractéristiques organoleptiques
- couleur: rouge rubis avec des reflets grenat, qui s’atténue avec le temps.
- odeur: caractéristique, intense, qui s’affine avec le vieillissement
- saveur: velouté, légèrement tannique
- Vieillissement minimum légal: 3 ans

L'Alghero rosso se déguste à une température de 14 à 16 °C et il se gardera 3 - 5 ans.

## Production
Province, saison, volume en hectolitres :
- Sassari  (1996/97)  5.134,22
- Sassari (2001) 9.286,36
- Sassari (2002) 11.354,62
- Sassari (2003) 13.482,53
- Sassari (2004) 13.153,80